# Vesce des haies
Vicia sepium
Espèce
Classification phylogénétique
La Vesce des haies ou Vesce sauvage (Vicia sepium) est une espèce de plantes à fleurs de la famille des Fabaceae. C'est une plante herbacée vivace trouvée en Europe.

## Description

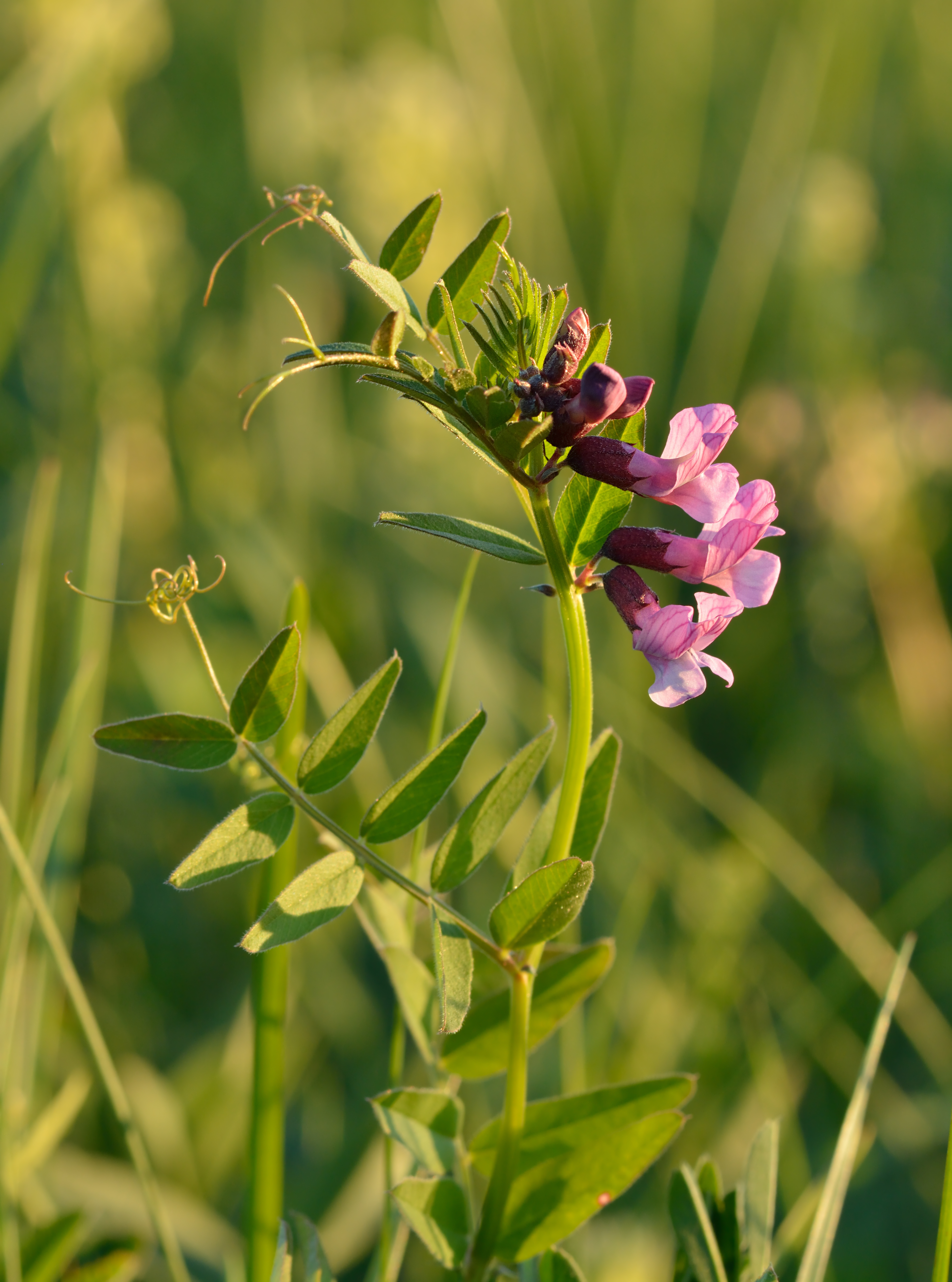

C'est une plante assez grande (30 à 80 cm), grimpante, aux feuilles pennées (de 3 à 9 paires de folioles oblongues), aux fleurs bleu violacé, disposées en grappes, portées par de courts pédoncules. Les vrilles terminales sont ramifiées.
Elle fleurit de mai à novembre.

### Caractéristiques
Organes reproducteurs
- Couleur dominante des fleurs : bleu
- Période de floraison : avril-octobre
- Inflorescence : racème simple
- Sexualité : hermaphrodite
- Pollinisation : entomogame

Graine
- Fruit : gousse
- Dissémination : barochore

Habitat et répartition
- Habitat type : ourlets basophiles médioeuropéens mésohydriques
- Aire de répartition : Europe tempérée

Données d'après : Julve, Ph., 1998 ff. - Baseflor. Index botanique, écologique et chorologique de la flore de France. Version : 23 avril 2004.